# Yoann Gourcuff
Yoann Miguel Gourcuff (Ploemeur, 11 de julio de 1986) es un exfutbolista francés. Se desempeña como mediocampista. Fue internacional con la selección de fútbol de Francia.

## Trayectoria
Debutó muy joven con el F. C. Lorient, cuyo entrenador era en ese entonces Christian Gourcuff, su padre. Firmó un contrato juvenil con el Stade Rennes en 2001, y su primer contrato profesional en 2003 con el mismo club.
Aunque disputó solo nueve partidos en la temporada 2003-04, las siguientes temporadas fueron mucho más exitosas para Yoann, ya que consiguió seis goles en la temporada 2005-06 y ayudó al Rennes a terminar séptimo en la liga francesa, con lo que logró una plaza en la Copa Intertoto 2006.
Debutó con la selección de fútbol de Francia estando en edad escolar, y formó parte de la selección que ganó en 2005 la Eurocopa sub-19 de Fútbol.
Tras haber sido relacionado con varios grandes clubes de Europa como el Ajax Ámsterdam o el Arsenal FC, a finales de 2006 Gourcuff firmó un contrato por cinco años con el AC Milan. Yoann realizó una gran actuación en su debut con el AC Milan, cuando marcó un gol y fue uno de los mejores jugadores del primer partido del equipo italiano en la Liga de Campeones de la UEFA, contra el AEK Atenas FC.
Con el AC Milan ganó la Liga de Campeones de la UEFA 2006-07. Además ganó la Supercopa de Europa en 2007 junto con la Copa Mundial de Clubes.
En la temporada 2008-2009 el jugador fue cedido al Girondins de Bordeaux, donde debutó con buen pie al ganar la Supercopa de Francia al Olympique Lyonnais y marcó el gol de la victoria contra el Caen en la primera jornada de la Ligue 1. En la misma temporada el Girondins de Bordeaux también logró el Campeonato de Liga Ligue 1 y la Copa de la Liga, llegando a los cuartos de final de la liga de Campeones de la UEFA, siendo pieza clave en el juego del equipo. En el término del mismo año Yoann fue elegido mejor jugador de la Ligue 1.
Al final de la temporada 2008-2009 el Girondins de Bordeaux ejerció la opción de compra por quince millones de euros y contrató al jugador.
Al término de la temporada siguiente, el Olympique de Lyon ficha a Gourcuff por 22 millones de euros, además de cuatro millones y medio en caso de que se realice una nueva venta. Ese fichaje es el más importante realizado entre equipos franceses.
Después de su desvinculación con el Olympique Lyonnais en 2015, llega al Stade Rennais en calidad de agente libre.
El 20 de julio de 2018, firma con el Dijon FCO por una temporada. En enero de 2019, club y jugador llegaron a un acuerdo para rescindir el contrato.

## Selección nacional
Ha sido internacional con la selección de fútbol de Francia, donde ha jugado 31 partidos internacionales y ha anotado cuatro goles. Participó en la Copa Mundial de Fútbol de 2010 disputada en Sudáfrica. 

### Participaciones en Copas del Mundo
| Copa              | Sede      | Resultado    | Partidos | Goles |
| ----------------- | --------- | ------------ | -------- | ----- |
| Copa Mundial 2010 | Sudáfrica | Primera fase | 2        | 0     |

## Estadísticas

### Clubes
| Club | Div.          | Temporada     | Liga  | Liga  | Copas nacionales(1) | Copas nacionales(1) | Copa de la Liga(2) | Copa de la Liga(2) | Torneos internacionales(3) | Torneos internacionales(3) | Otros(4) | Otros(4) | Total | Total |
| Club | Div.          | Temporada     | Part. | Goles | Part.               | Goles               | Part.              | Goles              | Part.                      | Goles                      | Part.    | Goles    | Part. | Goles |
| --- | ------------- | ------------- | ----- | ----- | ------------------- | ------------------- | ------------------ | ------------------ | -------------------------- | -------------------------- | -------- | -------- | ----- | ----- |
| Stade Rennes F. C. Francia | 1.ª           | 2003-04       | 9     | 0     | 0                   | 0                   | 0                  | 0                  | —                          | —                          | —        | —        | 9     | 0     |
| Stade Rennes F. C. Francia | 1.ª           | 2004-05       | 21    | 0     | 1                   | 0                   | 1                  | 0                  | —                          | —                          | —        | —        | 23    | 0     |
| Stade Rennes F. C. Francia | 1.ª           | 2005-06       | 36    | 6     | 5                   | 0                   | 1                  | 0                  | 5                          | 0                          | —        | —        | 47    | 6     |
| Stade Rennes F. C. Francia | 1.ª           | 2015-16       | 12    | 2     | —                   | —                   | —                  | —                  | —                          | —                          | —        | —        | 12    | 2     |
| Stade Rennes F. C. Francia | 1.ª           | 2016-17       | 27    | 4     | 0                   | 0                   | 1                  | 0                  | —                          | —                          | —        | —        | 28    | 4     |
| Stade Rennes F. C. Francia | 1.ª           | 2017-18       | 10    | 1     | 0                   | 0                   | 3                  | 0                  | —                          | —                          | —        | —        | 13    | 1     |
| Stade Rennes F. C. Francia | Total club    | Total club    | 115   | 13    | 6                   | 0                   | 6                  | 0                  | 5                          | 0                          | —        | —        | 132   | 13    |
| A. C. Milan · Italia | 1.ª           | 2006-07       | 21    | 1     | 4                   | 0                   | —                  | —                  | 9                          | 1                          | —        | —        | 34    | 2     |
| A. C. Milan · Italia | 1.ª           | 2007-08       | 15    | 1     | 2                   | 0                   | —                  | —                  | 3                          | 0                          | 0        | 0        | 20    | 1     |
| A. C. Milan · Italia | Total club    | Total club    | 36    | 2     | 6                   | 0                   | —                  | —                  | 12                         | 1                          | 0        | 0        | 54    | 3     |
| F. C. Girondins de Bordeaux Francia | 1.ª           | 2008-09       | 37    | 12    | 1                   | 0                   | 3                  | 1                  | 7                          | 2                          | 1        | 0        | 49    | 15    |
| F. C. Girondins de Bordeaux Francia | 1.ª           | 2009-10       | 29    | 6     | 2                   | 0                   | 3                  | 1                  | 8                          | 2                          | 1        | 0        | 43    | 9     |
| F. C. Girondins de Bordeaux Francia | 1.ª           | 2010-11       | 3     | 0     | 0                   | 0                   | 0                  | 0                  | —                          | —                          | —        | —        | 3     | 0     |
| F. C. Girondins de Bordeaux Francia | Total club    | Total club    | 69    | 18    | 3                   | 0                   | 6                  | 2                  | 15                         | 4                          | 2        | 0        | 95    | 24    |
| Olympique de Lyon Francia | 1.ª           | 2010-11       | 24    | 3     | 1                   | 0                   | 1                  | 0                  | 7                          | 1                          | —        | —        | 33    | 4     |
| Olympique de Lyon Francia | 1.ª           | 2011-12       | 13    | 2     | 3                   | 0                   | 2                  | 0                  | 5                          | 0                          | —        | —        | 23    | 2     |
| Olympique de Lyon Francia | 1.ª           | 2012-13       | 18    | 3     | 1                   | 0                   | 0                  | 0                  | 3                          | 1                          | 1        | 0        | 23    | 4     |
| Olympique de Lyon Francia | 1.ª           | 2013-14       | 18    | 3     | 2                   | 1                   | 2                  | 2                  | 8                          | 0                          | —        | —        | 30    | 6     |
| Olympique de Lyon Francia | 1.ª           | 2014-15       | 17    | 3     | 1                   | 0                   | 1                  | 0                  | 0                          | 0                          | —        | —        | 19    | 3     |
| Olympique de Lyon Francia | Total club    | Total club    | 90    | 14    | 8                   | 1                   | 6                  | 2                  | 23                         | 2                          | 1        | 0        | 128   | 19    |
| Dijon F. C. O. Francia | 1.ª           | 2018-19       | 8     | 0     | —                   | —                   | —                  | —                  | —                          | —                          | —        | —        | 8     | 0     |
| Total carrera | Total carrera | Total carrera | 318   | 47    | 23                  | 1                   | 18                 | 4                  | 55                         | 7                          | 3        | 0        | 427   | 59    |
| (1) Incluye datos de la Copa de Francia (2004-19) y Copa Italia (2006-08). (2) Incluye datos de la Copa de la Liga de Francia (2004-15). (3) Incluye datos de la Copa de la UEFA (2005-09), Liga de Campeones (2006-13) y Liga Europa (2014-15). (4) Incluye datos de la Supercopa de Francia (2008-12). |               |               |       |       |                     |                     |                    |                    |                            |                            |          |          |       |       |

## Palmarés

### Campeonatos nacionales
| Título               | Club                        | País    | Año  |
| -------------------- | --------------------------- | ------- | ---- |
| Copa Gambardella     | Stade Rennes F. C.          | Francia | 2003 |
| Supercopa de Francia | F. C. Girondins de Bordeaux | Francia | 2008 |
| Copa de la Liga      | F. C. Girondins de Bordeaux | Francia | 2009 |
| Ligue 1              | F. C. Girondins de Bordeaux | Francia | 2009 |
| Supercopa de Francia | F. C. Girondins de Bordeaux | Francia | 2009 |
| Copa de Francia      | Olympique de Lyon           | Francia | 2012 |
| Supercopa de Francia | Olympique de Lyon           | Francia | 2012 |

### Campeonatos internacionales
| Título                    | Club                        | Sede              | Año  |
| ------------------------- | --------------------------- | ----------------- | ---- |
| Campeonato Europeo Sub-19 | Selección de Francia sub-19 | Irlanda del Norte | 2005 |
| Liga de Campeones         | A. C. Milan                 | Atenas            | 2007 |
| Supercopa de Europa       | A. C. Milan                 | Mónaco            | 2007 |
| Copa Mundial de Clubes    | A. C. Milan                 | Yokohama          | 2007 |

### Distinciones individuales
| Distinción                    | Año           |
| ----------------------------- | ------------- |
| Jugador del mes de la Ligue 1 | marzo de 2006 |
| Mejor jugador de la Ligue 1   | 2009          |
| Equipo del año de la Ligue 1  | 2009          |
| Gol del año de la Ligue 1     | 2009          |
| Jugador del mes de la Ligue 1 | abril de 2009 |
| Jugador francés del año       | 2009          |
| Equipo del año de la Ligue 1  | 2010          |